# Chamusca (freguesia)
A Freguesia de Chamusca foi uma freguesia portuguesa do Município da Chamusca que tinha 35,27 km² de área e 3 360 habitantes (2011), e, por isso, uma densidade populacional de 95,3 hab/km².
Até 1913, a designação oficial da freguesia era São Brás, tendo nessa data mudado para Chamusca, por decreto do Governo de 1 de maio desse ano. A freguesia foi extinta em 2013, no âmbito de uma reforma administrativa nacional, tendo sido agregada à Freguesia de Pinheiro Grande, para formar uma nova freguesia denominada União das Freguesias de Chamusca e Pinheiro Grande da qual é a sede.

## População
| População da freguesia da Chamusca | População da freguesia da Chamusca | População da freguesia da Chamusca | População da freguesia da Chamusca | População da freguesia da Chamusca | População da freguesia da Chamusca | População da freguesia da Chamusca | População da freguesia da Chamusca | População da freguesia da Chamusca | População da freguesia da Chamusca | População da freguesia da Chamusca | População da freguesia da Chamusca | População da freguesia da Chamusca | População da freguesia da Chamusca | População da freguesia da Chamusca |
| ---------------------------------- | ---------------------------------- | ---------------------------------- | ---------------------------------- | ---------------------------------- | ---------------------------------- | ---------------------------------- | ---------------------------------- | ---------------------------------- | ---------------------------------- | ---------------------------------- | ---------------------------------- | ---------------------------------- | ---------------------------------- | ---------------------------------- |
| 1864                               | 1878                               | 1890                               | 1900                               | 1911                               | 1920                               | 1930                               | 1940                               | 1950                               | 1960                               | 1970                               | 1981                               | 1991                               | 2001                               | 2011                               |
| 3 005                              | 3 046                              | 3 339                              | 3 777                              | 4 020                              | 3 664                              | 3 834                              | 4 176                              | 5 017                              | 4 201                              | 3 812                              | 4 079                              | 3 869                              | 3 659                              | 3 360                              |

| Distribuição da População por Grupos Etários | Distribuição da População por Grupos Etários | Distribuição da População por Grupos Etários | Distribuição da População por Grupos Etários | Distribuição da População por Grupos Etários | Distribuição da População por Grupos Etários | Distribuição da População por Grupos Etários | Distribuição da População por Grupos Etários | Distribuição da População por Grupos Etários | Distribuição da População por Grupos Etários |
| -------------------------------------------- | -------------------------------------------- | -------------------------------------------- | -------------------------------------------- | -------------------------------------------- | -------------------------------------------- | -------------------------------------------- | -------------------------------------------- | -------------------------------------------- | -------------------------------------------- |
| Ano                                          | 0-14 Anos                                    | 15-24 Anos                                   | 25-64 Anos                                   | > 65 Anos                                    |                                              | 0-14 Anos                                    | 15-24 Anos                                   | 25-64 Anos                                   | > 65 Anos                                    |
| 2001                                         | 452                                          | 510                                          | 1 925                                        | 772                                          |                                              | 12,4%                                        | 13,9%                                        | 52,6%                                        | 21,1%                                        |
| 2011                                         | 411                                          | 330                                          | 1 785                                        | 834                                          |                                              | 12,2%                                        | 9,8%                                         | 53,1%                                        | 24,8%                                        |

Média do País no censo de 2001:  0/14 Anos-16,0%; 15/24 Anos-14,3%; 25/64 Anos-53,4%; 65 e mais Anos-16,4%
Média do País no censo de 2011:   0/14 Anos-14,9%; 15/24 Anos-10,9%; 25/64 Anos-55,2%; 65 e mais Anos-19,0%

## Património
- Igreja Matriz
- Igreja da Misericórdia
- Igreja de São Pedro
- Igreja dos Terceiros de São Francisco
- Igreja de Nossa Senhora da Piedade e Sete Dores ou Igreja de Nossa Senhora das Dores
- Ermida de Nossa Senhora do Pranto
- Ermida do Senhor do Bonfim
- Ermida de São Sebastião do Mato
- Ermida de Nossa Senhora das Trevas (já desaparecida)
- Ermida de Nossa Senhora do Amparo (já desaparecida)
- Hospital Velho da Misericórdia e Capela de Nossa Senhora da Pobreza
- Paços do Concelho
- Edifício do Clube Agrícola
- Cine-Teatro da Misericórdia
- Praça de Touros
- Prédio Arte Nova na Rua Direita de São Pedro
- Antiga Casa da Câmara
- Casa Rural Tradicional
- Coreto
- Mirante
- Chafariz de São Pedro (Chafariz da Botica)
- Chafariz do Largo 25 de Abril (Chafariz da Branca de Neve)

## Personalidades ilustres
- Senhor da Chamusca e Ulme

## Parques e Jardins
- Parque Municipal
- Jardim Joaquim Maria Cabeça ou Jardim Maria Vaz
- Jardim da República ou Jardim do Coreto